# Ford Equator
La Ford Equator è un'autovettura di tipo crossover SUV di grande dimensione prodotta dal 2021 dalla casa automobilistica statunitense Ford in joint venture con la 
Jiangling Motors negli stabilimenti di Nanchang, in Cina.

## Descrizione
Presentato ufficialmente nel gennaio 2021, due mesi dopo è stato introdotto per essere venduto sul solo mercato cinese. Nella gamma dei modelli Ford nel mercato, la vettura con una lunghezza di 4,91 metri si va a posizionare tra l'Everest e l'Explorer. Il veicolo è dotato di tre file di sedili per un totale di sei o sette posti.
Equator è alimentato da un motore turbo benzina da 2,0 litri Ecoboost dalla potenza di 165 kW (221 hp). La trasmissione è affidata ad un cambio a doppia frizione a 6 marce, a cui è abbinata di serie la trazione anteriore o in opzione è disponibile quella integrale.